# جون كوستاس
جون كوستاس (بالإنجليزية: Jon Costas)‏ هو شخصية أعمال أمريكي، ولد في 14 مايو 1957 في غاري في الولايات المتحدة.